# Eunidia divisa
Eunidia divisa är en skalbaggsart som först beskrevs av Francis Polkinghorne Pascoe 1864.  Eunidia divisa ingår i släktet Eunidia och familjen långhorningar. Inga underarter finns listade i Catalogue of Life.